# El Volador
El Volador är en ort i Mexiko.   Den ligger i kommunen Ixcatepec och delstaten Veracruz, i den sydöstra delen av landet, 230 km nordost om huvudstaden Mexico City. El Volador ligger 147 meter över havet och antalet invånare är 332.
Terrängen runt El Volador är huvudsakligen platt, men åt sydväst är den kuperad. Terrängen runt El Volador sluttar norrut. Runt El Volador är det ganska tätbefolkat, med 72 invånare per kvadratkilometer. Närmaste större samhälle är Tantoyuca, 18,9 km väster om El Volador. Trakten runt El Volador består till största delen av jordbruksmark.